# Монохория
Монохо́рия (лат. Monochoria) — род однодольных растений семейства Понтедериевые (Pontederiaceae).

## Ботаническое описание
Однолетние и многолетние растения с коротким или ползучим корневищем. Стебли прямостоячие или ползучие, переходящие в короткий или длинный черешок присоцветного листа. Прикорневые листья длинночерешчатые. Листовая пластинка яйцевидные, яйцевидно-сердцевидные или яйцевидно-ланцетные.
Соцветие — верхушечная кисть, иногда близкая к зонтику, развивающаяся из влагалища присоцветного листа, после цветения отогнутая. Цветки синие, с шестью долями околоцветника, из которых три внутренние несколько шире трёх внешних. Тычинок шесть, они отходят от основания листочков околоцветника, из них пять — равные, с небольшими жёлтыми пыльниками, а одна — более длинная, с боковым зубцом и крупным синим пыльником.
Плод — продолговатая трёхгнёздная коробочка с многочисленными семенами.

## Ареал
Представители рода встречаются в Северо-Восточной Африке, Восточной Азии и Австралии. Один вид завезён в Северную Америку.

## Таксономия
Научное название рода образовано от др.-греч. μόνος — «единственный» и χωρίς — «отдельный», связано с одной отличной от остальных тычинкой.

### Синонимы
- Calcarunia Raf., 1830, nom. superfl.
- Carigola Raf., 1837, nom. superfl.
- Gomphima Raf., 1837
- Limnostachys F.Muell., 1858

### Виды
- Monochoria africana (Solms) N.E.Br.
- Monochoria australasica Ridl.
- Monochoria brevipetiolata Verdc.
- Monochoria cyanea (F.Muell.) F.Muell.
- Monochoria hastata (L.) Solms
- Monochoria korsakowii Regel & Maack — Монохория Корсакова
- Monochoria vaginalis (Burm.f.) C.Presl — Монохория влагалищная